# Erbim Fagu
Erbim Fagu (ur. 15 kwietnia 1987 w Tiranie) – albański piłkarz i trener piłkarski, były członek albańskich reprezentacji U-19 i U-21.